# Burgos (Pangasinan)
Burgos é um município de  quarta classe de renda municipal (d) na província Pangasinan, nas Filipinas. De acordo com o censo de 1 de maio  de  2020 possui uma população de 23 749 pessoas e 5 601 domicílios.